# El callejón de los milagros
El callejón de los milagros (Midaq Alley als Estats Units i Miracle Alley a Austràlia) és una pel·lícula mexicana dirigida per Jorge Fons i basada en la novel·la El carreró dels miracles de Naguib Mahfuz. Realitzada en 1995, va ser protagonitzada per Ernesto Gómez Cruz, Salma Hayek, Bruno Bichir i les primeres actrius Delia Casanova, María Rojo i Margarita Sanz.
La història original ocorre al Caire en els anys 1940. El film, adaptat per Vicente Leñero, té lloc en els anys 1990 en ple centre històric de la Ciutat de Mèxic. La història és narrada des de tres diferents perspectives: Don Ru (Ernesto Gómez Cruz), l'amo de la cantina on la majoria dels homes es reuneix a beure i jugar dominó, Alma (Salma Hayek), la noia bella del barri que busca passió, i Susanita (Margarita Sanz, qui va guanyar un premi Ariel pel seu paper), la soltera propietària del veïnatge viuen on Alma i uns altres dels personatges.

## Argument
El film està dividit en quatre episodis, que transcorren en l'escenari central del carreró que es diu com el film mateix. Els episodis se centren en els personatges principals:
- En el primer, "Don Rutilio", un patriarca tirànic i masclista que ha ocultat la seva homosexualitat fins a aquest moment i aconsegueix Jimmy, un amant més jove; el seu fill, Chava, no pot suportar-ho i ataca a l'amant del seu pare.
- El segon, "Alma", és la història d'una bella noia, habitant del carreró, enamorada d'Abel (qui part cap als EUA per a acompanyar al seu amic Chava en desgràcia), després d'un fallit compromís matrimonial, és seduïda per José Luis, qui l'enamora per a després prostituir-la; quan ella s'adona del parany en què ha caigut, l'abandona però finalment torna a ell i accepta prostituir-se.
- El tercer, "Susanita", és el relat de com una solterona irredenta tracta de complir els seus somnis romàntics.
- En el quart, "El retorno", com el seu nom el suggereix, les històries anteriors es nuen i conclouen.

## Personajes
- Don Rutilio (Ernesto Gómez Cruz): és un dels protagonistes de la pel·lícula. És el clar exemple del masclisme mexicà. És amo de la cantina "Los Reyes Antiguos" en el carreró. Després de 30 anys de matrimoni amb Eusebia, decideix exercir la seva homosexualitat, fins a aquest moment oculta, aconseguint com a amant a un dependent d'una camiseria. Davant els amics, es comporta com el mateix masclista, però és ben sabut per tots el que fa.
- Doña Eusebia (Delia Casanova): és l'abnegada esposa de Rutilio, amb qui porta tres dècades casada. Sofreix dels menyspreus del seu espòs, que ja no la veu com a dona, sinó com a serventa. Descobreix els enamoriscaments del seu espòs amb un jovenet i rep una brutal pallissa de part de Rutilio per ficar-se en la seva vida.
- Chava (Juan Manuel Bernal): és el fill del matrimoni abans esmentat, ja major. El seu més gran anhel és anar-se'n als Estats Units per a fer fortuna, a més de que està cansat de l'actitud del seu pare abans de res. L'oportunitat arriba inesperadament quan agredeix a l'amant del seu pare, i després ha d'anar-se'n, seguit del seu amic Abel, el qual l'acompanya per solidaritat. Té un fill en l'altre país, al que bateja com Rutilio.
- Jaime Paredes (Esteban Soberanes): més conegut com a Jimmy, amant de Don Rutilio. Chava l'escalabra en un bany de vapor, en trobar-lo amb el seu pare.
- Alma (Salma Hayek): bella jove que li dona esperances a Abel després de molt esperar. Es torna prostituta després de ser enganyada.
- Abel (Bruno Bichir): noi enamorat d'Alma des del començament de la pel·lícula. Per un temps, tracta de convèncer-la que sigui la seva xicota, i que les seves intencions són serioses. Però després d'haver consumat el seu festeig, s'ha d'anar amb el seu amic Chava als Estats Units, la qual cosa deixa els plans que tenien de casar-se en suspens. Torna a demanar la seva mà, però descobreix que s'ha anat. El seu amic Chava el posa sobre la pista, i així és com va al bordell a tractar de portar-la-hi, però només aconsegueix que el matin.
- José Luis (Daniel Giménez Cacho): és l'home que apareix per convertir Alma en una cortesana, com ell anomena les prostitutes de bordell. Després de molt intentar, ho aconsegueix. És ferit amb un ganivet quan Abel torna i intenta recuperar-la. Després, amb un ganivet diferent, mata al jove.
- Doña Catalina (María Rojo): es la mare d'Alma, famosa per ser lectora de tarot al carreró. Gràcies a això i a altres activitats semblants, tira endavant a la seva filla. Se la mostra com a abnegada i bona
- Doña Susana (Margarita Sanz): tercera protagonista, és la mestressa del veïnatge on viuen tots els habitants de la història. Solterona i ja entrada en anys, acudeix a don Tast perquè li llegeixi la destinació. Ella li diu que apareixerà un home en la seva vida, i ella acaba per conèixer a Güicho, la mà dreta de don Rutilio a la cantina, per a després casar-se. El seu matrimoni, no obstant això, fracassa, perquè Güicho es va casar només per interès, ja que Susanita era de les més riques de l'indret.
- Güicho (Luis Felipe Tovar): ajudant de don Rutilio en la seva cantina. Degut al mateix temps que porta treballant amb ell, comença a robar-li. Li solapa al seu cap les seves aventures amb Jimmy. Es casa amb Susanita per diners, però acaba sent descobert i allunyat del seu costat.

Altres personatges:
- Doctor Beltrán (Álvaro Carcaño): és un dentista borni que freqüenta el bar de do Rutilio. Està ficat en assumptes bruts, al costat de Zacarías. Susanita acudeix a ell perquè li faci una nova dentadura. Però poc després d'això, és arrestat en la celebració de les noces. Surt anys més tard, per a reunir-se de nou amb els amics en "Los Reyes Antiguos".
- Zacarías (Abel Woolrich): és un malfactor que cobra quotes als qui treballen en el seu territori. També és freqüent visitant del bar de Rutilio. Assetja sexualment Flor tot el temps, i és per això pel que se l'arresta juntament amb el doctor a les noces de Susanita.
- Ubaldo (Óscar Yoldi): se'l coneix com "el poeta", que també freqüenta "Los Reyes Antiguos". És l'home més culte del carreró, pel fet que és amo d'una biblioteca. Se la passa recitant versos, preferiblement d'Amado Nervo. No obstant això, també esmenta Sòfocles i Dante Alighieri. Eusebia acudeix en la seva ajuda per a convèncer a Rutilio que els seus actes d'homosexualitat són dolents, però això només fa que Rutilio l'amenaci perquè no torni al seu bar. Torna a reunir-se amb els amics després que surten de la presó.
- Don Fidel (Claudio Obregón): és un home madur, amo d'una joieria, que completa el quartet integrat pel doctor, Zacarías i Ubaldo. També visita el bar de Rutilio, per a jugar dominó com tots els anteriors. Don Tast està enamorada d'ell, però ell es presenta a demanar la mà d'Ànima. Doña Cata la hi concedeix, amb llàgrimes en els ulls. Però poc abans de les noces, mor en el bar, víctima d'una aturada cardíaca. Tot els seus diners els va deixar als seus fills, ja adults.
- Donya Flor (Gina Morett): és una dona propietària de la carnisseria del carreró. És assetjada sexualment per Zacarías, i finalment, ella decideix denunciar-lo, per la qual cosa és arrestat.
- Macario (Eduardo Borja): és el marit de doña Flor. Segons la pel·lícula, és maltractat sovint per la seva dona, a qui estima, però també tem. Bon amic de don Rutilio, se'l va veure a "Los Reyes Antiguos" en només una ocasió.

## Premis
La pel·lícula fou seleccionada per representar Mèxic a l'Oscar a la millor pel·lícula de parla no anglesa als Premis Oscar de 1995 però la seva nominació no va ser acceptada.
Premi Ariel
- Millor Pel·lícula
- Millor Direcció de Jorge Fons
- Millor Actriu (Margarita Sanz)
- Millor Actor de Repartiment (Luis Felipe Tovar)
- Millor Disseny de Vestuari (Jaime Ortiz)
- Millor Edició (Carlos Savage)
- Millor Maquillatge (Elvia Romero)
- Millor Tema o Cançó Musical Original (Lucía Álvarez)
- Millor Guió (Vicente Leñero)
- Millor Disseny de Producció (Carlos Gutiérrez)
- Millor Banda Sonora Original (Lucía Álvarez)

Premis El Heraldo de México
- Millor revelació cinematogràfica (Salma Hayek)

Festival Internacional de Cinema de Berlín en 1995
- Esment Especial per l'excel·lent qualitat narrativa.

45è Festival Internacional de Cinema de Berlín
- Menció honorífica[5]

Festival Internacional de Cinema de Chicago en 1995
- Audience Choice Award

X Premis Goya
- Millor Pel·lícula Estrangera en llengua espanyola[6]

Festival de Gramado en 1995
- Millor Director (Jorge Fons)
- Millor Actriu de Repartiment (Margarita Sanz)

Festival Internacional de Cinema a Guadalajara en 1995
- Premi de l'Audiència
- "Millor Director" (Jorge Fons)

Festival de Cinema de l'Havana en 1995
- Millor Director (Jorge Fons)
- Millor Guió (Vicente Leñero)
- Grand Coral (Jorge Fons)

Periodistes de Cinema Mexicà en 1995
- Millor Film

Festival de Cinema de Paraguai en 1997
- Millor Actriu (Margarita Sanz)
- Millor Actor (Bruno Bichir)

Festival de Cinema de Valladolid en 1997
- Espiga de Plata(Jorge Fons)

Festival de Cinema Llatinoamericà Tolosa en 1996
- Esment Especial per la distribució del film.